# Jan van der Noordaa
Jan van der Noordaa (Leiden, 21 oktober 1934 - Potomac, Verenigde Staten, 17 juni 2015) was een Nederlands hoogleraar virologie aan de Universiteit van Amsterdam.

## Opleiding
Van der Noordaa studeerde in 1960 af in de medicijnen in Leiden en promoveerde in 1964 in Amsterdam op het proefschrift Primary vaccination of adults with an attenuated strain of vaccinia virus bij Charlotte Ruys, toen hoofd van het Laboratorium voor de Gezondheidsleer in Amsterdam.

## Loopbaan
Tijdens zijn militaire dienst deed Van der Noordaa bij kolonel Bart Beunders onderzoek naar een verzwakt vaccin tegen pokken. Omdat het gangbare vaccin een zeldzame maar ernstige bijwerking had in de vorm van een hersenontsteking Encephalitis postvaccinalis, werd gezocht naar een veiliger vaccin. Professor Flap Dekking begeleidde dit onderzoek. Na zijn promotie op dit onderzoek werkte hij bij Nobelprijswinnaar John Enders aan de Harvard-universiteit en keerde daarna terug naar de Universiteit van Amsterdam. Daar was hij van 1973-1979 lector Virologie en van 1979-1995 hoogleraar idem aan de Medische Faculteit.

## Onderzoek
Van der Noordaa werkte aan diverse virussen, onder meer vaccinia, herpes simplex, de lengte van het DNA-genoom van menselijk cytomegalovirus en het varicellazostervirus, het humaan papillomavirus, polyomavirussen zoals SV40 en HIV/AIDS. De  Amerikaanse virologen George Miller, Phill Brunell en George Khoury kwamen tijdens hun sabbaticals onderzoek doen bij Van der Noordaa in Amsterdam.

## Publicaties
Onder meer
- 1964 - Primary vaccination of adults with an attenuated strain of vaccinia virus, proefschrift Universiteit van Amsterdam
- 1974 - Virussen als mogelijke oorzaak van kanker, inaugurele rede als lector Virologie, Universiteit van Amsterdam, 8 april 1974
- 1986 met E. Abma en anderen - Virus, Leiden, Stichting Bio-Wetenschappen en Maatschappij; Maastricht, Informatiecentrum Natuur en Techniek, 1986
- 1996 met R. A. Coutinho - The Amsterdam cohort studies on HIV infection and AIDS : a summary of the results 1984-1995, Amsterdam: Amsterdam Cohort Studies, 1996.
- 2002 met I. M. Hoepelman en R. W. Sauerwein - Microbiologie en infectieziekten, Houten Bohn Stafleu Van Loghum 2002
- 2011 met Gezondheidsraad - Screening op baarmoederhalskanker, Den Haag : Gezondheidsraad, [2011]

## Promoties
Van der Noordaa was promotor van onder meer de volgende promovendi aan de Universiteit van Amsterdam: 
| Promovendus                                    | Proefschrift | Jaar |
| ---------------------------------------------- | --- | ---- |
| Jaap Goudsmit                                  | The human papovavirus BK: natural history and pathogenesis in man | 1982 |
| Roeland Arnold Coutinho                        | Sexually transmitted diseases among homosexual men: studies on epidemiology and prevention (seksueel overdraagbare aandoeningen bij homoseksuele mannen, epidemiologie en voorkoming) | 1984 |
| Joseph Marie Albert (Joep) Lange (1954 - 2014) | Serological markers in HIV infection | 1987 |
| Frank de Wolf                                  | Markers for progression to AIDS in HIV infection and possible implications for intervention                                                                                           | 1988 |
| Godefridus Johannes Petrus van Griensven       | Epidemiology and prevention of HIV infection among homosexual men | 1989 |

## Prijzen
- 1989 - M.W. Beijerinck Virologie Prijs van de Koninklijke Nederlandse Akademie van Wetenschappen
- 1995 - Ridder in de Orde van de Nederlandse Leeuw